# Harry Golombek

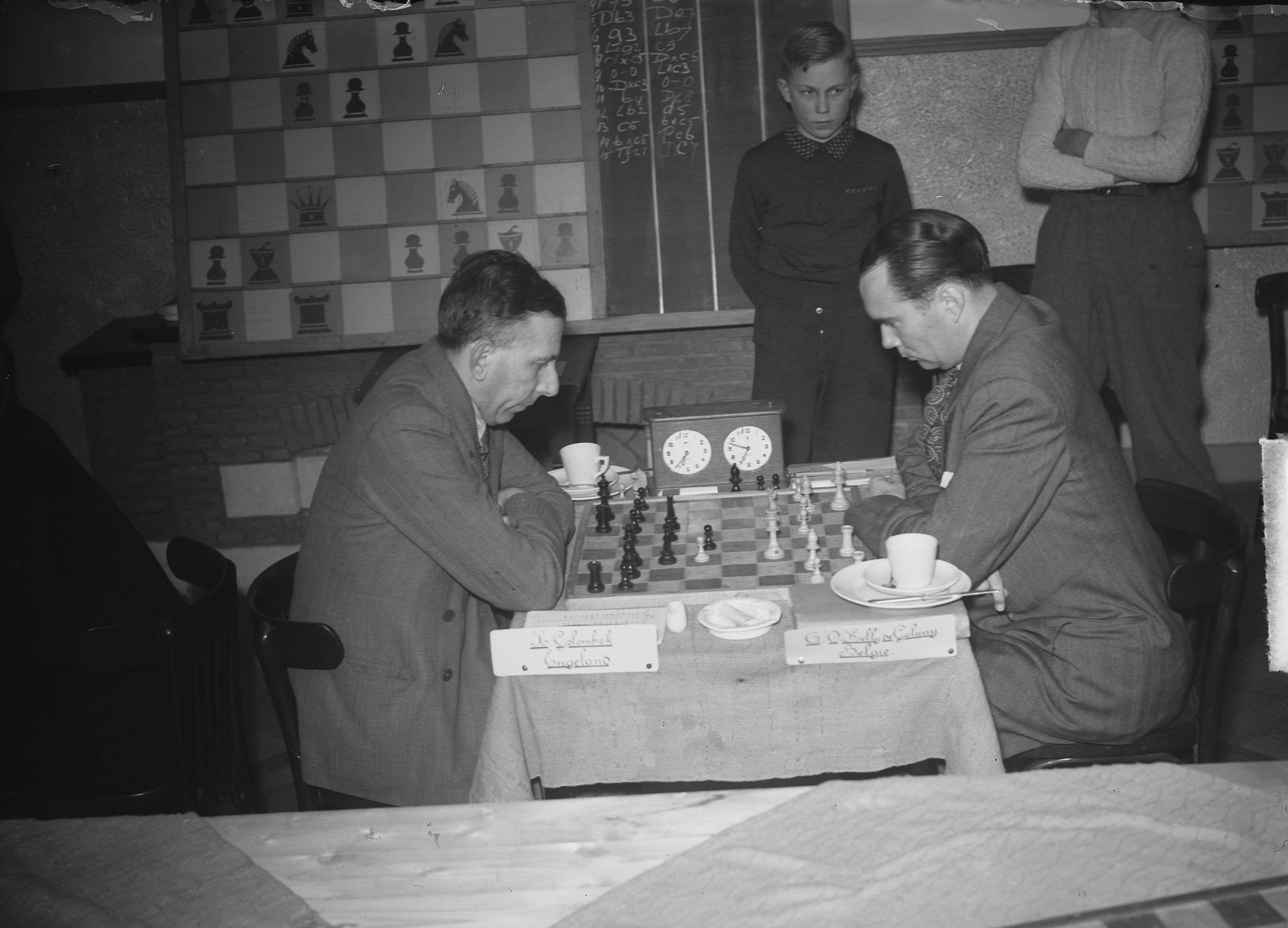
Hoogovens 1949: Golombek vs. Alberic O'Kelly de Galway

Harry Golombek OBE (Londres, 1 de marzo de 1911-7 de enero de 1995) fue un Maestro Internacional británico, Gran Maestro Internacional honorario, árbitro y escritor de ajedrez. 
Fue tres veces campeón de ajedrez británico, en 1947, 1949 y 1955 y terminó segundo en 1948. Se convirtió en Gran Maestro en 1985.
Fue el corresponsal de ajedrez del periódico The Times desde 1945 hasta 1989. Fue directivo de la FIDE y sirvió como árbitro para varias competencias de envergadura, como el Torneo de candidatos de 1959 en Yugoslavia y el match Botvínnik-Petrosián. También fue editor de conocidas colecciones de partidas como la de José Raúl Capablanca y la de Richard Réti y fue un escritor respetado. Fue editor del British Chess Magazine desde 1938 hasta 1940 y como editor en el extranjero en los años 1960 y 1970. Golombek también tradujo varios libros de ajedrez del ruso al inglés.
Cuando empezó la Segunda Guerra Mundial en septiembre de 1939, Golombek estaba en Buenos Aires (Argentina), compitiendo en la Olimpiada de ajedrez para Inglaterra junto a C. H. O'D. Alexander y Stuart Milner-Barry. Inmediatamente volvieron al Reino Unido y pronto fueron reclutados en el Bletchley Park, el centro de criptoanálisis de la guerra. Golombek trabajó en el Hut 8, la sección responsable de resolver la máquina naval alemana enigma, moviéndose a otra sección en octubre/noviembre de 1942. Después de la guerra vivió en el número 35 de Albion Crescent en Chalfont St Giles.
Golombek representó a Inglaterra nueve veces en las Olimpíadas de ajedrez. Consiguió el título de Maestro Internacional en 1950. Fue el primer británico en clasificarse para un Torneo interzonal.
Golombek estudió filología en el King's College de Londres, habiendo sido alumno en la Wilson's Grammar School de Camberwell. Fue nombrado OBE en 1966, el primero en recibir este honor por servicios al ajedrez.

## Libros
- Enciclopedia del Ajedrez, editada por Harry Golombek, 1980, Instituto Parramón Ediciones, Barcelona, ISBN 84-342-0162-3

- "El Juego de Ajedrez", Harry Golombek, 1976, Editorial Diana, ISBN 968-13-0849-2